# Прапор Тального
Пра́пор Тально́го — один з офіційних символів міста Тальне Черкаської області. Затверджений 18 липня 2000 року на сесії Тальнівської міської ради (рішення № 12/2-4(3)). Автори проекту прапора — О.Толкушин та А.Ярмилко.

## Опис
|  | У прямокутному полотнищі синя діагональна смуга з верхнього древкового кута. У верхній золотій кінцевій частині - чорний солярно-лунарний знак. У нижній частині - золотий кадуцей, покладений діагонально, як і смуга у напрямі верхнього древкового кута. |

У Додатку до опису прапора вказується:
|  | - співвідношення сторін полотнища - 2:3 (висота до довжини); - розмір діагональної смуги становить 1/5 висот полотнища; - діаметр солярно-лунарного знаку становить 1/5 довжин полотнища; - довжина кадуцея становить 1/2 довжини діагоналі. |

## Символіка прапора
Червоний колір прапора символізує граніт, власне на багатих покладах якого і розташоване місто Тальне.
Золотий колір — споконвічну традицію вирощування хліба на Тальнівщині.
Синя діагональ на прапорі символізує річку Гірський Тікич, яка протікає через місто.
Кадуцей (лат. caduceus) — жезл покликачів у греків і римлян; назва жезла Гермеса (Меркурія), що володів здатністю примиряти. З XIX століття зображення служить у низці країн, наприклад, у США, символом медицини. В окультизмі вважається символом ключа, що відкриває межу між тьмою й світлом, добром і злом, життям і смертю (саме із цим значенням, імовірно, зв'язане використання як символ медицини). У християнстві кадуцей стає атрибутом Богоматері — Софії, з ним Її можна бачити в православній іконографії. Відома, наприклад, ікона Софії Новгородської. На древніх іконах Вона в правій руці завжди тримає скіпетр (кадуцей), тобто довге біле із загостреним кінцем ратище. В інтерпретації авторів тальнівського прапора — кадуцей — древній символ торгівлі, яка у минулому розвивалася поблизу переправи через річку.
Солярно-лунарний знак, що розташований на прапорі, був запозичений із зображання на давньому горщику часів Трипільської культури, знайденого під час історичних розкопок в селі Тальянках, найбільшого у світі протоміста трипільців. Як елемент символьного оформлення герба та прапора Тального, цей древній знак був запропонований археологом Д.Чорноволом.